# Coupe d'Allemagne féminine de football 1982-1983
Navigation
Édition précédente Édition suivante
Le DFB-Pokal Frauen 1982-1983 est la troisième édition de la Coupe d'Allemagne féminine.
Il s'agit d'une compétition à élimination directe ouverte aux meilleurs clubs des fédérations régionales. Elle est organisée par la Fédération allemande de football (DFB).
La finale a lieu le 8 mai 1983 au Stadion am Bornheimer Hang à Francfort-sur-le-Main. Le club KBC Duisburg remporte sa première Coupe d'Allemagne.

## Format
Les équipes participantes sont les meilleures équipes des fédérations régionales, chaque fédération envoie une équipe. La compétition commence avec les huitièmes de finale qui se jouent sur un match, comme les quarts de finale et les demi-finales. 
La finale se joue le 8 mai 1983, contrairement aux deux éditions précédentes elle n'a pas lieu en lever de rideau de la finale masculine.

## Demi-finales
Les matchs se jouent le 27 mars 1982.
| Equipe 1                   | Equipe 2          | Score |
| -------------------------- | ----------------- | ----- |
| VfL Wittekind Wildeshausen | KBC Duisburg      | 0 - 1 |
| FSV Francfort              | SC Klinge Seckach | 3 - 0 |

## Finale
| 8 mai 1983 | FSV Francfort | 0 - 3   | KBC Duisburg | Stadion am Bornheimer Hang, Francfort-sur-le-Main |                     |
|            |               | (0 - 1) |              | Spectateurs : 1 200                               | Spectateurs : 1 200 |

- Martina Voss-Tecklenburg, ancienne joueuse et sélectionneuse de l'Équipe d'Allemagne féminine, remporte la finale avec le KBC Duisbourg à l'âge de 15 ans[2].